# Эскадренные миноносцы типа «Сэмпсон»
Эскадренные миноносцы типа «Сэмпсон» — тип эскадренных миноносцев, состоявший на вооружении Военно-морского флота США с 1916 по 1946 года. Всего было построено 6 эсминцев этого типа.

## История строительства
Строительство эсминцев типа «Сэмпсон» было заказано в 1914 году, в 1915 году были произведены закладки 5 корпусов из 6, в 1916 году — 1. Все эсминцы вошли в состав американского флота в 1916—1917 годах.

## Список эсмицев типа
- USS Sampson (DD-63) (1916—1936)
- USS Rowan (DD-64) (1916—1939)
- USS Davis (DD-65) (1916—1934)
- USS Allen (DD-66) (1917—1946)
- USS Wilkes (DD-67) (1916—1934)
- USS Shaw (DD-68) (1917—1934)